# رادمردان
رادمردان نام یک کتاب ادبی است که توسط ژول رومن، نویسندهٔ اهل فرانسه نوشته شده‌است. این کتاب یکی از آثار مشهور ادبی جهان است.